# Newton Reigny
Newton Reigny is een dorp in het Engelse graafschap Cumbria, ongeveer 3 km ten noordwesten van de stad Penrith. Ongeveer anderhalve kilometer ten noorden van het dorp ligt Catterlen, waarmee het sinds 1934 verenigd is in één parish Catterlen. In die tijd (1931) had Newton Reigny zelf 168 inwoners. Ten zuidoosten van Newton Reigny ligt Newton Rigg, de campus van een landbouwhogeschool: Askham Bryan College.

## Etymologie
De naam van het dorp is afgeleid van 'New tūn' (Oudengels voor 'nieuw dorp'). De tweede helft van de naam komt van de familie De Reigni, die in de 12e eeuw hier een 'manor' had en dit dorpje en omliggend gebied in bezit had, en van hier uit namens koning Hendrik II deelnam aan militaire acties tegen de Schotten.

## Bezienswaardigheden
De centraal in het dorp gelegen kerk is gewijd aan St. John en is gebouwd in 1876. Delen van het interieur zijn echter veel ouder, uit de 12e en 13e eeuw. Net ten noorden van het dorp, aan de overkant van het riviertje de Petteril, staat een monumentale versterkte toren uit de 15e eeuw: Catterlen Hall. In de twee eeuwen daarna zijn er enkele gebouwen tegenaan gebouwd.

## Natuur
Het dorp ligt in de vallei van het riviertje de Eden, en de bodem is sinds de laatste IJstijd gevuld geraakt met veen. Tot in de 19e eeuw is in deze regio veel turf gestoken. Er is nu een natuurreservaat.